# Lijst van burgemeesters van Nieuw- en Sint Joosland
Dit is een lijst van burgemeesters van de voormalige Nederlandse gemeente Nieuw- en Sint Joosland in de provincie Zeeland totdat deze gemeente op 1 juli 1966 bij de gemeente Middelburg werd gevoegd.
| Ambtsperiode                  | Naam burgemeester                                                    | Leven                                                                           | Partij of stroming | Bijzonderheden |
| ----------------------------- | -------------------------------------------------------------------- | ------------------------------------------------------------------------------- | ------------------ | --- |
| 30 september 1803 – ?         | Adriaan de Kraker                                                    | Zaamslag 12 oktober 1738 – Nieuwland 3 december 1808                            |                    | schout van Nieuwland; grootvader van Adriaan Bliek |
| 30 september 1803 – ?         | Pieter de Kraker                                                     |                                                                                 |                    | schout van Sint-Joosland |
| 1825 – 25 oktober 1851        | Jacobus Walraven                                                     | Zaamslag 25 oktober 1781 – 25 oktober 1851                                      |                    | overleed als burgemeester; spellingsvariant: Walrave |
| 1852 – 1859                   | Adriaan Bliek                                                        | Nieuwland 9 september 1800 – 23 augustus 1875                                   |                    | kleinzoon van Adriaan de Kraker |
| 1859 – 1871                   | jhr. mr. Johan Willem Meinard Schorer                                | Middelburg 8 maart 1834 – ’s-Gravenhage 10 oktober 1903                         | conservatieven     | sinds 1867 tevens burgemeester van Arnemuiden; nadien burgemeester van Middelburg (1871 – 1879), commissaris der koningin van Noord-Holland (1879 – 1897) en vicepresident van de Raad van State (1897 – 1903) |
| 1871 – 1889                   | Cornelis Jacob Jan Arnout van Teylingen                              | Biervliet 1 mei 1842 – Oostkapelle 5 juli 1920                                  |                    | sinds 1880 tevens burgemeester van Ritthem; lid van Provinciale en Gedeputeerde Staten van Zeeland; vader van Willem Zijphrid van Teylingen, uit het geslacht Van Teylingen; hij werd in 1897 jonkheer         |
| 1889 – 1 september 1917       | Adriaan van Waarde                                                   | Nieuw- en Sint-Joosland 11 juni 1840 – Nieuw- en Sint-Joosland 1 september 1917 |                    | overleed als burgemeester |
| november 1917 – 8 juli 1928   | Jan Polderdijk                                                       | 6 januari 1854 – 8 juli 1928                                                    |                    | overleed als burgemeester |
| oktober 1928 – 15 mei 1934    | Georg Wolfgang Carel Duco baron thoe Schwartzenberg en Hohenlansberg | Paramaribo 9 oktober 1899 – Arnhem 13 april 1985                                | CHU                | nadien burgemeester van Gaasterland (1934-1964); uit de familie Thoe Schwartzenberg en Hohenlansberg |
| 1 juli 1934 – 31 januari 1940 | G.A. Harff                                                           | ' s-Gravenland, 4 juni 1898 - ????                                              | CHU                | |
| 1 mei 1940 – 30 juni 1966     | mr. Frans Steven Karel Jacob graaf van Randwijck                     | Bloemendaal 14 december 1904 – ’s-Gravenhage 10 oktober 1984                    |                    | uit de familie Van Randwijck |